# Rhyacia clemens
Rhyacia clemens är en fjärilsart som beskrevs av Smith 1890. Rhyacia clemens ingår i släktet Rhyacia och familjen nattflyn. Inga underarter finns listade.